# لجنة اعتماد التعليم عن بعد
لجنة اعتماد التعليم عن بعد، (دي إي أي سي)، المعروفة سابقًا باسم المجلس الوطني للدراسة المنزلية ثم باسم مجلس التعليم والتدريب عن بعد،هي وكالة اعتماد تعليمية وطنية غير ربحية في الولايات المتحدة متخصصة في اعتماد (51 بالمائة أو أكثر)  برامج التعليم عن بعد من الدراسة والمؤسسات.

## التاريخ
تأسست دي إي أي سي في عام 1926 باسم المجلس الوطني للدراسة المنزلية (ان اتش اس سي)، وهي جمعية تجارية للمدارس بالمراسلة. جاء تشكيلها ردًا على دراسة أجرتها مؤسسة كارنيجي والتي وجدت نقصًا في المعايير لضمان الجودة في مدارس المراسلة وحماية طلابها والجمهور من الاحتيال. تحت إشراف مديرها الأول، جون نوفسينغر، وضعت ان اتش اس سي قائمة بالمعايير الدنيا للمدارس الاحتكارية.اعتمدت ان اتش اس سي اسم مجلس التعليم والتدريب عن بعد في عام1994وااسمه الحالي في عام 2014. في عام 2014 أيضًا، كتبت الدكتورة ليا ماثيوز، الرئيس التنفيذي والمدير التنفيذي لـ دي إي أي سي مقالًا يعزو التعلم عن بعد مقابل التعلم التقليدي جزئيًا إلى التغييرات المستمرة في المشهد التعليمي.تتمتع مؤسسات التعليم عن بعد بوضع فريد يمكنها من تلبية المتطلبات المتغيرة للتقنيات المحسنة وتقديم برامج التعليم العالي.يرى البعض أن هذا يمثل تهديدًا لنموذج التعليم العالي التقليدي بدلاً من فرصة إستراتيجية. أكثر من أي وقت مضى، يتمتع التعلم المعزز بالتكنولوجيا بإمكانية تحويل إمكانية الوصول إلى التعليم العالي ورفع مستوى التعليم الذي يتم تحقيقه عالميًا ".

## الاعتماد الاكاديمي
في عام 1959، تم الاعتراف رسميًا بـ ان اتش اس سي من قبل مكتب التعليم الأمريكي كجهة اعتماد لمؤسسات التعليم العالي. حاليًا، تم الاعتراف بـ دي إي أي سي من قبل مجلس اعتماد التعليم العالي ووزارة التعليم الأمريكية باعتبارها جهة اعتماد لمؤسسات التعليم العالي.وفقًا لـ دي إي أي سي، فهي تتكون من أكثر من100مؤسسة للتعليم عن بعد تقع في 21 ولاية و 7 دول.تشمل هذه المؤسسات المؤسسات غير الهادفة للربح والجمعيات التجارية والشركات الربحية والكليات والجامعات والمنظمات العسكرية. لدى دي إي أي سي معايير صارمة للموافقة على المدارس للاعتماد، وتشمل العملية فحص الممارسات التعليمية والأخلاقية والتجارية للمدارس.

### مقارنة مع الاعتماد الإقليمي
دي إي أي سي هي فئة اعتماد وطنية. تستخدم دي إي تي أي أيضًا متخصصين مستقلين في الموضوع تم اختيارهم بشكل أساسي من المؤسسات المعتمدة إقليمياً لمراجعة دورات/برامج المتقدمين للاعتماد أو إعادة الاعتماد، وكذلك في تقييم أي برامج جديدة. تشترك دي إي أي سي في العديد من نفس المقيّمين المتخصصين العاملين في مؤسسات التعليم العالي المعتمدة إقليمياً والمستخدمة من قبل المجلس الأمريكي للتعليم لمراجعات توصيات الائتمان الخاصة بها. " 
لا يمكن لكل كلية أو جامعة ضمان قبول اعتمادات التحويل وتقوم الكلية أو الجامعة المستقبلة بصياغة سياسات ائتمان التحويل الخاصة بها للقبول. تقع على عاتق الكلية أو الجامعات المستقبلة مسؤولية توفير سياسات نقل معقولة ونهائية والحكم بإنصاف على نوعية وكمية عمل الطلاب المنقولين. قدم مجلس اعتماد التعليم العالي (سي اتش إي أي) رأيًا في بيان صدر في نوفمبر 2000 مفاده أن «المؤسسات والجهات المعتمدة بحاجة إلى التأكد من أن قرارات التحويل لا يتم اتخاذها فقط على مصدر اعتماد برنامج أو مؤسسة مرسلة». تم تصميم دليل تحويل التعليم العالي (اتش إي تي أي) عبر الإنترنت  بواسطة دي إي أي سي لمساعدة الطلاب والعامة في العثور على المؤسسات التعليمية بممارسات التحويل المتوافقة مع المعايير التي صاغتها سي اتش إي أي في بيانها إلى المجتمع: النقل والمصلحة العامة. وفقًا لـ سي اتش إي أي، وافقت المؤسسات الأعضاء في اتش إي تي أي على أن «قرارات التحويل الخاصة بهم لا يتم اتخاذها فقط على أساس الحالة المعتمدة للمؤسسة المرسلة وأن المؤسسة قد وافقت على الأقل على النظر في طلبات التحويل من المؤسسات الأخرى.» يوفر دليل اتش إي تي أي روابط للمؤسسات الأعضاء بحيث يمكن للطلاب وغيرهم مراجعة سياسات وممارسات التحويل الخاصة بمؤسسة معينة.

## روابط خارجية
- الموقع الرسمي
- دليل HETA